# درایزن
درایزن (به آلمانی: Dreisen) یک شهر در آلمان است که در دنرسبرگکرایس واقع شده‌است. درایزن ۱٬۰۳۹ نفر جمعیت دارد.